# QUAD
QUAD é uma série de quadrinhos de ficção científica criada por Eduardo Schaal, Diego Sanches, Aluísio Santos e Eduardo Ferigato. O primeiro álbum foi lançado em novembro de 2013, após ter sido financiado via crowdfunding pela plataforma Catarse. A proposta do livro era ser uma antologia de HQs inéditas, feitas individualmente mas sendo parte de um mesmo universo ficcional. A história se passa em um futuro pós-apocalíptico após um cataclismo ocorrido por causa de uma tempestade solar.
Um segundo álbum foi publicado em 2014, também financiado através do Catarse. Em 2015, o projeto foi ampliado com a criação do selo QUAD Comics, cujo principal objetivo seria publicar quadrinhos não ligados ao universo ficcional criado na série QUAD (seu primeiro lançamento foi o romance gráfico Gargantua, de Daniel Rosini). Em 2015, os criadores do projeto voltaram ao Catarse para financiar o terceiro volume de QUAD. Em 2015, o segundo volume da série ganhou o o Troféu HQ Mix na categoria "melhor publicação independente de grupo". Em 2016, lançam no Catarse, uma campanha para outra HQ ambientada no universo, Svalbard de Diego Sanches. Em 2018, recorrem novamente ao Catarse para financiar o quarto volume. Além dos impressos, a série possui webcomics publicadas no site oficial: Sem Valor e Sorte de Diego Sanches, Reflexos de Eduardo Ferigato, Circuitodélico e Exílio de Aluísio Santos.